# James Rhodes
James Edward Rhodes (Londres, Inglaterra, 6 de marzo de 1975) es un pianista, escritor y filántropo español de origen británico,conocido también por su activismo en la denuncia contra los abusos sexuales en la infancia.

## Biografía
James Edward Rhodes nació en una familia judía de clase alta en St. John's Wood, en el norte de Londres. Estudió en el Arnold House School, un colegio privado para chicos donde sufrió abusos sexuales por parte de su profesor de educación física, el cual falleció antes del juicio. Rhodes sufrió tanto mental como físicamente, desarrollando un trastorno alimenticio, daños en su columna vertebral, trastorno por estrés postraumático y trastorno de identidad disociativo.
Posteriormente, tomó clases de piano, pero no progresó más allá del tercer grado y aprendió principalmente de una forma autodidacta. Ingresó en un internado local y más tarde entró en el Harrow School, donde estudió con el profesor de piano Colin Stone desde los 13 años en adelante. Durante esta época participó en el programa televisivo BBC Young Musician of the Year de la cadena nacional, pero no pasó de la segunda ronda.
En 1993, obtiene una beca para el Guildhall School of Music and Drama.
Desde 2017 reside en Madrid (España), donde se ha convertido en una figura pública. En diciembre de 2020, el Gobierno de España le concedió la nacionalidad española por carta de naturaleza. Tuvo que desligarse de la nacionalidad británica al no existir convenio de doble nacionalidad con Reino Unido.
Se casó con su pareja, Micaela Breque, el 28 de agosto de 2021.

## Carrera musical
Siendo fan del pianista ruso Grigori Sokolov, Rhodes escribió a su representante Franco Panozzo en Italia, buscando la posibilidad de que se convirtiera en su agente musical. Panozzo le respondió y Rhodes le envió una botella de champán Krug. Ambos concertaron un encuentro y se conocieron en Italia. Tras escuchar a Rhodes interpretar al piano, Panozzo arregló una breve tutoría con el renombrado profesor Edoardo Strabbioli en Verona, Italia.
En febrero de 2009 editó su primer disco, Razor Blades, Little Pills and Big Pianos, a través de Signum Records. y en marzo de 2010 editó su segundo disco, Now Would All Freudians Please Stand Aside, con Signum Records. Al mismo tiempo, en el mes de marzo de ese año, Rhodes se convirtió en el primer pianista clásico que firmó con Warner Bros Records, editando su tercer disco en mayo, James Rhodes: how Beethoven became my drug.
En 2011, Rhodes escribe regularmente un blog para The Telegraph, y en 2013 publica varios artículos en The Guardian.
En mayo de 2012 edita su cuarto disco, Jimmy: James Rhodes recorded live at The Old Market Brighton.
En 2016, publicó Toca el piano: interpreta a Bach en seis semanas, con la editorial Blackie Books, en el que plantea que cualquiera puede aprender a interpretar a Bach en seis semanas, dedicándole 45 minutos diarios.
En 2017, Rhodes publicó Fugas, que habla sobre los sentimientos del autor durante su gira musical.

## Conciertos
Rhodes da su primer recital público el 7 de noviembre de 2008 en el Steinway Hall en Londres. El segundo lo hace en el Hinde Street Methodist Centre el 4 de diciembre del mismo año en Londres. Rhodes también ha tocado en las Proud Galleries en Camden, el 100 Club en Soho; el Tabernacle de Notting Hill y en las nominaciones del Classical BRIT Awards de 2009.
En marzo de 2010, Rhodes tocó en el Holders Season 2010 en Barbados. En verano de 2010 fue el único pianista clásico que tocó en el Latitude Festival compartiendo escenario con estrellas internacionales como Florence + the Machine and The National.
En septiembre de 2011 tocó junto a Stephen Fry en 'A Classical Affair' en el Barbican Centre. En octubre de 2011 realiza una gira de 11 fechas alrededor de Australia, incluyendo tres presentaciones en el Festival de Melbourne.
En septiembre de 2012 Rhodes debuta en Estados Unidos en el International Beethoven Festival en Chicago.
En 2013, toca en Hong Kong, en Viena, en el Barber Institute de Birmingham, el Royal Albert Hall, en el Cheltenham Music Festival, el Waterfront stage en el Latitude Festival y varios conciertos en el Soho Theatre en Londres. 
En 2014 editó el DVD en directo Love in London, cuya grabación fue realizada en el Teatro de las Artes en el West End de Londres. Ese mismo año toca en el Hay Festival, Harrogate Festival, Canterbury Festival, London Ambassadors Theatre, St. George's Hall en Bristol, Watford Colosseum, Leeds Town Hall, Manchester RNCM y dos recitales en el Soho Theatre.

## Televisión

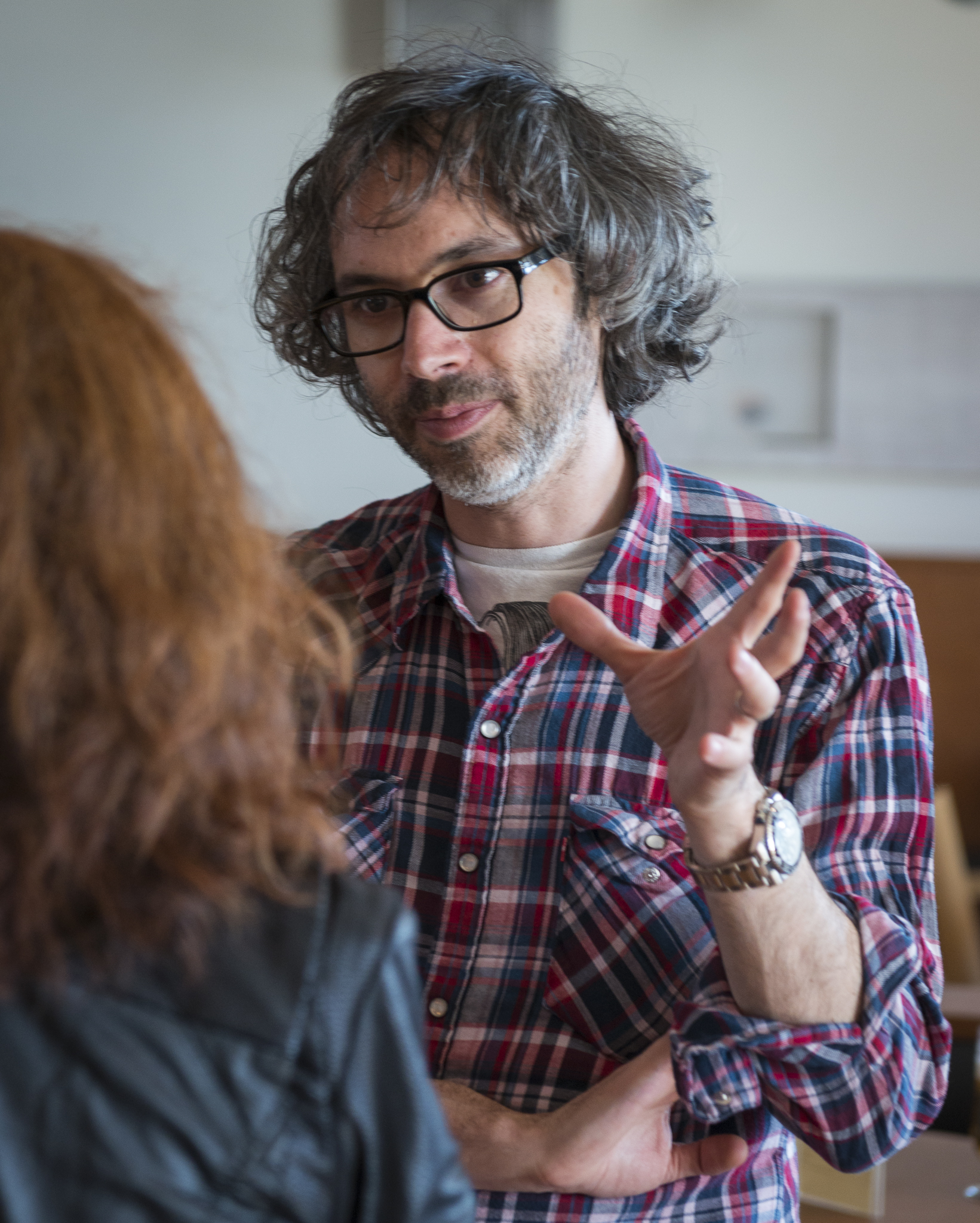
James Rhodes

En diciembre de 2009 Rhodes terminó de rodar un documental musical para la BBC Four celebrando el 200.º aniversario de Frederic Chopin, sobre su vida y la relación con la cantante de opera Jenny Lind. El documental fue emitido en octubre de 2010. En esta misma época grabó una serie de 7 episodios James Rhodes: Piano Man.
En julio de 2013 presentó Notes from the Inside, with James Rhodes en Channel 4 como parte de su temporada Mad4Music, donde en cada episodio aparecen músicos de todo el espectro musical dando una perspectiva alternativa de la música, tanto para ellos como para su entorno.
Rhodes ha filmado en dos partes una serie llamada Don't Stop the Music (The Great Instrument Amnesty) emitida en septiembre de 2014 por Channel 4, con la intención de mejorar la educación musical en el Reino Unido, incluyendo una recolecta de 7000 instrumentos para redistribuir en 150 escuelas de primaria en el Reino Unido, llegando a 10 000 estudiantes.

## Radio
En diciembre de 2018, Rhodes fue entrevistado por Javier del Pino en la sala de columnas del Círculo de Bellas Artes de Madrid, en un programa especial de A vivir que son dos días de la Cadena SER. Esta entrevista le inspiró para crear su propio programa de radio, y en julio de 2024 arrancó el videopódcast En clave de Rhodes, dedicado a entrevistas distendidas entre Rhodes y distintos invitados sobre temas como la identidad, los estereotipos y la salud mental. El programa formó parte de la programación de verano de la Cadena SER.

## Abusos sexuales
Sometido a partir de los 5 años a agresiones sexuales por parte de su profesor de educación física de forma reiterada, arrastra secuelas físicas y psíquicas que le han llevado varias veces a intentar suicidarse. Decidió contarlo en su libro autobiográfico Instrumental: Memorias de Música, Medicina y Locura, publicado en 2014 con notable éxito de crítica y tras una dura batalla en los tribunales con su exesposa para que le permitieran publicarlo, ya que ella consideraba que el libro podría dañar la sensibilidad del hijo de ambos. "Sólo el sonido del piano consiguió, y aún hoy lo hace, acallar mi ruido interior" explica. La publicación ayudó a avivar el debate social sobre el tema. En 2016 participó en el programa de televisión "Salvados" sobre el abuso sexual en la infancia.

## Discografía

### Estudio
- Razor Blades, Little Pills and Big Pianos (febrero de 2009), Signum Records
- Now Would All Freudians Please Stand Aside (marzo de 2010), Signum Records
- Bullets and Lullabies (diciembre de 2010), Warner Music Cover art by Dave Brown, Bollo from The Mighty Boosh
- JIMMY: James Rhodes Live in Brighton (mayo de 2012), Signum Records
- 5 (junio de 2014), Instrumental Records
- Inside Tracks - the mix tape (octubre de 2015), Instrumental Records
- Fire On All Sides (noviembre de 2017), Instrumental Records
- Vitamina C (abril de 2023), Signum Records

## Publicaciones
- Instrumental: Memorias de Música, Medicina y Locura (2015), Blackie Books
- Toca el piano: interpreta a Bach en seis semanas, (2016), Blackie Books
- Fugas o la ansiedad de sentirse vivo (2017), Blackie Books
- Playlist: Rebeldes y revolucionarios de la música (2019), Planeta
- Made in Spain (2021), Plan B